# Ragtime
Ragtime ist ein in den USA entstandener Vorläufer des Jazz, der seine Blütezeit zwischen 1899 und 1914 hatte. Er gilt als „Amerikas klassische Musik“ und wird heute im Wesentlichen als Klavierstil wahrgenommen und praktiziert, wurde aber auch auf anderen Instrumenten, besonders auf dem Banjo, aber auch in klein- und mittelformatigen Ensembleformationen gespielt.

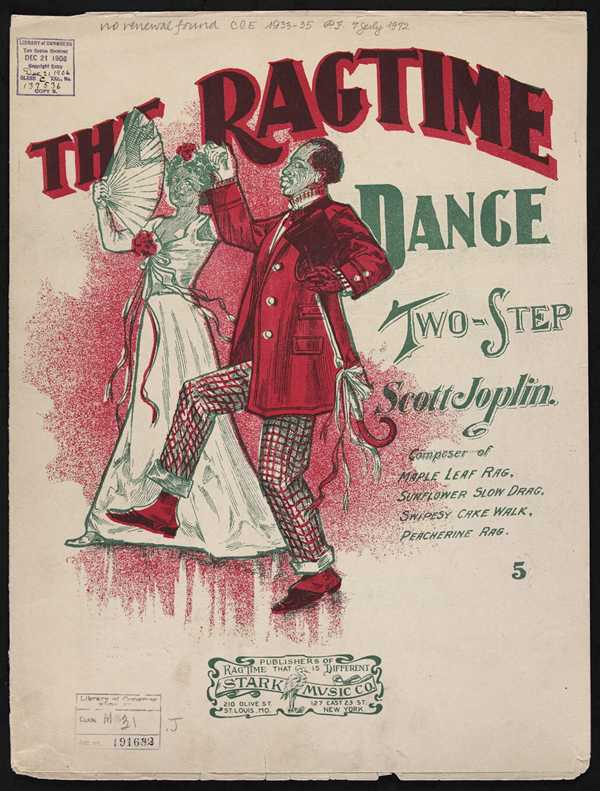
The Ragtime Dance, 1906 (Scott Joplin).

## Wortbedeutung
Die im Musikschrifttum am häufigsten vertretene etymologische Deutung leitet den Namen Ragtime aus ragged time („zerrissene Zeit“) ab, was sich auf die von europäischen Hörern im Kontrast zum gleichförmigen Rhythmus der Begleitung als synkopiert wahrgenommene Melodieführung bezieht. Eine andere Deutung legt ein Hinweis im Musical Record von 1899 nahe, in dem es heißt: “The negroes call their clog-dancing ‘ragging’ and the dance a ‘rag’.” –  „Die Neger nennen ihren Holzschuhtanz ‚ragging‘ und den Tanz einen ‚rag‘.“
Während um 1900 mit Ragtime verschiedene Sparten des afro-amerikanischen Musik-Entertainments bezeichnet wurden und selbst John Philip Sousa orchestrierte Ragtimes in sein Repertoire übernahm und Bluesmusiker wie Blind Blake und Blind Boy Fuller den Ragtime auch auf die Gitarre übertrugen, versteht man heute darunter zumeist den auf dem Klavier gespielten „City-Ragtime“.
Eine weitere etymologische Beziehung glaubt der Musikjournalist Karl Gert zur Heide im arabischen Wort für ‚Tanz‘ (arabisch رقص, DMG raqṣ) gefunden zu haben. Er verweist dabei auf stark beachtete US-Auftritte von orientalischen Tanzgruppen (Raqs Scharqi) im Entstehungszeitraum des Ragtimes, darunter auch bei der Weltausstellung 1893 in Chicago. Diese aufgrund ihres spekulativen Charakters kontrovers diskutierte These geht auf einen seit den 1990er Jahren insbesondere im Umfeld der österreichischen Jazzforschung geführten Diskurs zurück, der durch die Arbeiten von Alfons M. Dauer initiiert und von Maximilian Hendler inhaltlich weiter zugespitzt wurde, und der darauf abzielt, die afroamerikanischen Einflüsse auf die Genese der Frühformen des Jazz in ihrem multikulturellen Umfeld zu betrachten und damit zu relativieren.

## Musikalische Charakteristik
Kennzeichen des Ragtime sind zum einen eine freizügige Synkopierung in der Melodiestimme, die oft gegen eine einfache Basslinie im Zweiviertel- oder Vierviertel-Takt verläuft, zum anderen ein Satz verwandter Themen, die innerhalb eines Stücks durch Modulationen miteinander verbunden waren.

### Spielweise
Für den „City-Ragtime“ charakteristisch ist die stride-Technik der linken Hand, bei der auf die Achtelschläge 1 und 3 des ragtimetypischen 2/4 Taktes der Bass (meist in Oktavschlägen), und auf den 2. und 4. Achtelschlag die Akkorde gespielt werden. Die „Zerrissenheit“ ergibt sich aus der Tatsache, dass die von der rechten Hand dazu vor allem in Sechzehntel- und Achtelnoten notierte Melodie zeitliche Verschiebungen zum von der linken Hand stetig gespielten Takt aufweist, oft Sechzehntel-Notenüberbindungen über die Taktmitte oder den Taktstrich hinweg.

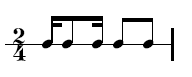
Ragtime-Rhythmus

Einigen Ragtime-Komponisten ist es bei einzelnen ihrer Werke gelungen, die afroamerikanischen Ursprünge der Ragtime-Synkopierung heraushörbar zu machen. In vielen Fällen ähnelt der Rhythmus der Habanera, der möglicherweise in Lateinamerika, weil dort Trommeln nicht verboten waren, direkt aus der afrikanischen Musik der Vorfahren überliefert ist und in den USA auf andere Instrumente übersetzt wurde.
Weitere wichtige Stilmittel des Ragtime sind Schleifer (slurs) mit „blue notes“, chromatische Durchgänge, Verschränkung von Dur und Moll, und enge Tonhäufungen (cluster).
Ragtime ist zunächst komponierte Musik, und das Element der Improvisationen ist keine unbedingt notwendige Zutat des Ragtime-Spiels. Es ist historisch nicht gesichert, welchen Stellenwert sie zunächst hatte. Die Interpretation eines Rags ist jedoch durchaus individuell, man nehme nur die Scott-Joplin-Interpretationen von Marcus Roberts im Stile des Chicago-Jazz. Viele der ersten Jazz-Pianisten kamen allerdings vom Ragtime her, und einige der ersten Jazz-Standards waren Rag-Kompositionen.

### Form
Die formelle Gliederung eines Rags folgt dem Aufbau eines Marsches (einige Rags tragen noch die Bezeichnung „March“ im Titel, der Abschnitt C wird gelegentlich als „Trio“ bezeichnet). Jeweils 16-taktige Abschnitte – sogenannte „Strains“ – sind häufig nach dem Schema AA-BB-A-CC-DD angeordnet, wobei die Strains C und D in der Regel in einer anderen Tonart – meist der Subdominante – stehen. Am Anfang steht oft eine kurze Einleitung, vor dem Abschnitt C gelegentlich eine kurze Überleitung. Alle Abschnitte werden in der Regel zweimal gespielt, Ausnahme ist meist die Wiederholung des Abschnitts A nach dem Abschnitt B. Eine Coda ist eher selten (Beispiel: Magnetic Rag von Scott Joplin).
Beispiele:
- The Entertainer (Scott Joplin): AA BB A CC Überl. aus Strain B DD
- Maple Leaf Rag (Scott Joplin): AA BB A CC DD
- Magnetic Rag (Scott Joplin): Einl. AA BB CC DD AA Coda
- Reindeer Rag (Joseph Lamb): Einl. AA BB A CC DD
- Grace and Beauty (James Scott): Einl. AA BB A Überl. CC („Trio“) DD
- Black And White Rag (George Botsford): AA BB A CC B
- Pork And Beans (Luckey Roberts): AA B A C D C
- Pineapple Rag (Scott Joplin)

## Geschichte

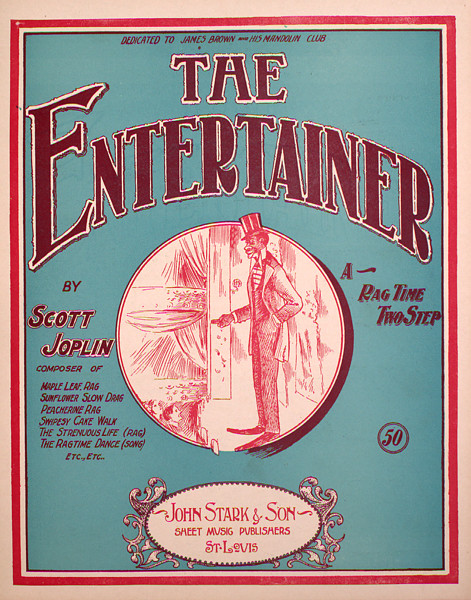
Titelblatt des Entertainer (1902)

Mit dem Cakewalk kam in den 1890er Jahren eine Tanzmode auf, zu der synkopierte Musik gespielt wurde. Die Synkopierung der Melodien leitete sich aus der afroamerikanischen Rhythmik derjenigen Volksmusik ab, von der letztlich diese neue Tanzmusik herkam. Vorläufer lassen sich bereits seit etwa 1860 feststellen. Andre Asriel zufolge wurde volkstümliche, Ragtime-artige Klaviermusik im mittleren Westen und im Osten der USA schon lange vor der ersten Drucklegung von Ragtime-Kompositionen gespielt. „Dabei handelt es sich um naive Übertragungen der zur Begleitung des volkstümlichen Cake Walk gebräuchlichen Banjo-Spielweise auf das Klavier.“ Den voll entwickelten Ragtime aber gab es erst seit etwa 1885, als musikalisch ausgebildete Pianisten-Komponisten sich dieses Materials bemächtigten und „es auf eine höhere Stufe künstlerischer Vollkommenheit hoben“, wie etwa Ben Harney mit „You’ve Been a Good Old Wagon But You’ve Done Broke Down“.
Der Entwicklungsschwerpunkt des Ragtime lag in Missouri. 1897 erschienen die ersten Ragtime-Kompositionen, zuerst der Louisiana Rag von Theodore Northrup. Der erste bedeutende Ragtime-Musiker und -Pianist war Tom Turpin, dessen 1892 komponierter Harlem Rag ebenfalls 1897 veröffentlicht wurde. Eubie Blake überlieferte später einen Rag des reisenden Pianisten Jesse Pickett von 1897, ein Stück, das noch etwas essayistisch wirkte. Ebenso erschien im selben Jahr 1897 Ben Harney’s Ragtime Instructor mit von Theodore Northrup geschriebenen Ragtime-Arrangements populärer Melodien.

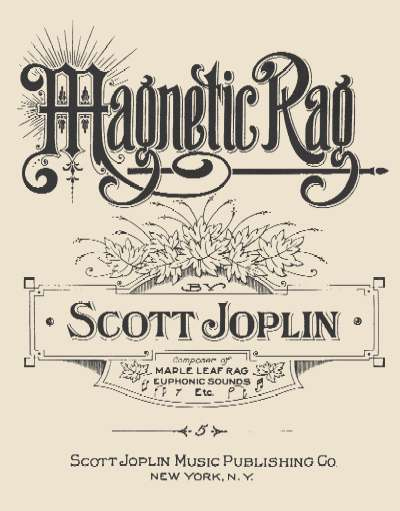
Edition von Scott Joplins Magnetic Rag

Der Weltausstellung in St. Louis im Jahre 1904 (Louisiana Purchase Exposition), in deren Rahmen Tom Turpin einen großen Ragtime-Wettbewerb veranstaltet hatte, wurden etliche Ragtimes gewidmet, unter anderem der St. Louis Rag von Tom Turpin, der St. Louis Tickle von Theron Catlen Bennet und The Cascades in Erinnerung an die Weltausstellungswasserspiele von Scott Joplin. Der Ragtime hatte damit, also fünf Jahre nach Erscheinen von Joplins Maple Leaf Rag (Auflage 1/2 Mio.), den ersten emotionalen Höhepunkt für seine Musiker. Ein Hauptort des Ragtime wurde Joplins Wohnort Sedalia, Missouri, wo auch sein Verleger John Stark seit 1885 ansässig war. Ein weiteres Zentrum des Ragtime wurde Atlantic City, wo damals Jens Bodewalt Lampe wirkte, der mit Creole Belles (1900) einen der erfolgreichsten Titel des Genres schrieb.
Von 1906 bis zum Ersten Weltkrieg war Ragtime die populäre Musik in den USA und wurde schließlich auch in Europa populär. Nicht mehr streng der Form der Ragtime-Komposition entsprechend, sondern nur noch Stilelemente des Rag benutzend, waren zu dieser Zeit die sogenannten Ragtime-Songs – Schlager im Stil der Zeit – weit verbreitet. Von den größeren Ragtime-Bands wurde die von James Reese Europe in New York besonders populär. Reine Saxophon-Ensembles präsentierten Ragtime auf neuartige Weise.
Mit dem Tode Scott Joplins im Jahre 1917 endete die Ragtime-Ära und wurde durch die Jazz-Ära abgelöst. Aber auch in dieser Zeit entstanden noch neue Rags, vorwiegend pianistisch verwegene Kompositionen, die man auch Novelty oder Novelty Ragtime nannte. Eubie Blake hatte zusammen mit Noble Sissle 1921 großen Erfolg mit der Broadway-Show Shuffle Along, die Musik, die sein Shuffle Along Orchestra dazu spielte, war geprägt vom Ragtime, aber auch schon vom Jazz.
Aus dem Ragtime ging in den 1920er und 1930er Jahren der Harlem Stride hervor, der auch nach dem Bebop weiterentwickelt wurde und so durchgängig in den Jazz Eingang fand.

### Ragtime im frühen Jazz
In den frühen Jazzbands wurden neben Bluesstücken auch Rags gespielt und zur Grundlage der Kollektivimprovisationen im Stil des New Orleans Jazz genommen. So ist für Bandleader wie Papa Jack Laine oder John Robichaux bekannt, dass sie zum großen Teil Rags aus dem Red Back Book aufführten, einer 1911–1912 in St. Louis von der Stark Music Company herausgegebenen Sammlung von Ragtime-Arrangements. Kompositionen wie Alexander’s Ragtime Band von Irving Berlin (das von seiner Form her kein Rag ist) spielen auf diese Tendenz an, zumal man manchmal auch den frühen Jazz als „Ragtime“ bezeichnete, bevor sich der Begriff Jazz in den frühen 1920er Jahren etablierte.

## Bedeutende Komponisten und Interpreten

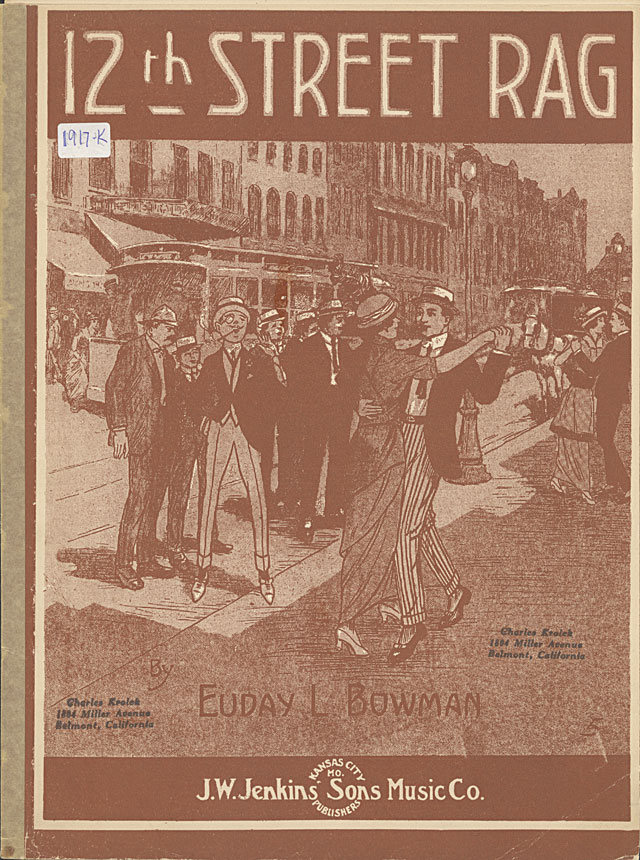
Meistverkaufte Komposition, hier Ausgabe 1915

Die bekanntesten Rags sind heute Scott Joplins The Entertainer von 1902, der durch seine Verwendung im Film Der Clou 1973 großen Erfolg hatte, und die als Notenausgabe und als Schallplattenaufnahme (mit Pee Wee Hunt (1948)) meistverkaufte Ragtime-Komposition Twelfth Street Rag von Euday Bowman aus dem Jahr 1914, als das Ende der Ragtime-Ära begann. Zu den Hauptvertretern des klassischen auskomponierten Ragtime gehören neben Scott Joplin Tom Turpin, James Scott und Joseph Lamb. Bereits weniger notengebunden und damit jazzmäßiger spielte Jelly Roll Morton in New Orleans, der von sich selbst behauptete, im Jahre 1902 den Jazz erfunden zu haben. Seine Jazzkompositionen stehen dem Ragtime entweder sehr nah oder sind ausgewiesene Rags wie sein Perfect Rag.
Bedeutend als Vorbild für einige der ersten Jazz-Pianisten war Eubie Blake, der in Baltimore, Atlantic City und New York aktiv war, und ab 1899 Rags komponierte. Seine Rags sind ein Beispiel dafür, dass es sich bei diesen Werken durchaus um anspruchsvolle Klavierliteratur handelt. Das gilt für die Rags sowohl von afro-amerikanischen (z. B. Joplin und Blake) als auch euro-amerikanischen Komponisten (z. B. der junge George Gershwin). Einer der schönsten Rags ist der von Louis Chauvin, dem Gewinner des Wettbewerbs von St. Louis, und Scott Joplin gemeinsam komponierte Heliotrope Bouquet.
Bekannte moderne Interpreten des Ragtime sind der klassische Pianist William Bolcom und der Jazzpianist Marcus Roberts. Ein Pianist, der sich auf seinen Aufnahmen ausschließlich dem Ragtime widmet, ist Reginald R. Robinson. Auf den Alben des norwegischen Pianisten Morten Gunnar Larsen finden sich neben Titeln aus dem frühen Jazz ebenfalls Rags. Ein Orchester, das sich intensiv mit Ragtime beschäftigt, ist das amerikanische Paragon Ragtime Orchestra unter der Leitung von Rick Benjamin. Als in heutiger Zeit besonders authentischer Interpret auf dem Piano gilt John Arpin. Insbesondere für die Gitarre verfasste im 21. Jahrhundert Allan Jaffe einige Rags, der auch als Interpret hervorgetreten ist.
Der Ragtime fand auch Eingang in die europäische Kunstmusik, so komponierte Claude Debussy die Rag-Miniatur The Little Negro und mit Golliwogg’s Cakewalk (aus Children’s Corner) und Général Lavine – eccentric zwei Ragtime- und Cakewalk-Parodien. Auch Igor Strawinsky (etwa in seiner Histoire du soldat) und Paul Hindemith komponierten neoklassizistisch verfremdete Rags.

## Hörbeispiele
- Ragtime Bettyⓘ/? (Ogg-Datei)
- Scott Joplin, Ragtime Danceⓘ/? (MIDI-Datei)
- Liste von Ragtimes und Ragtimern (Darunter auch Ragtime Songs wie Eubie Blakes Goodnight Angeline und Ragtime Blues sowie ein paar doch eher schon dem Jazz zuzuordnende Titel)